# СКА (женский баскетбольный клуб, Ленинград)
СКА Ленинград — ленинградский армейский женский баскетбольный клуб. Серебряный призёр чемпионата СССР 1961 и 1962 годов.

## История
Команда была создана в 1929 году на базе армейского спортивного клуба в Ленинграде. Постоянный участник чемпионатов Вооруженных сил СССР, где побеждала 11 раз.
В чемпионате СССР, в лиге сильнейших клубов, выступала с 1947 по 1948 год, заняв соответственно 7-е и 9-е места.
Следующее выступление СКА в элите советского баскетбола случилось в 1958 году (6-е место). Через год команду ждал первый успех — бронзовые медали чемпионата СССР. А в 1960 году клуб поднялся ещё на одну ступеньку выше — 2-е место в Советском Союзе. В следующем сезоне ленинградские баскетболистки повторили свой успех, опять пропустив вперёд суперклуб из Риги ТТТ. В 1963 году на Спартакиаде народов СССР баскетболистки СКА, вошедшие в состав сборной Ленинграда, завоевали серебряные медали. Затем армейки два года подряд снова становились обладателями медалей, но на этот раз — бронзовых.
Последующие сезоны СКА медленно опускается в турнирной таблице высшей лиге первенства СССР: 1966 — 6-е место, 1968 — 9-е место, 1969 — 11-е место и вылет из элиты. В сезоне 1970 года команда не заявилась на игры чемпионата СССР.

## Титулы
- Серебряный призёр  чемпионата СССР: 1961, 1962
- Бронзовый призёр  чемпионата СССР: 1960, 1964, 1965

## Известные игроки
- Нина Познанская — чемпионка мира (1959, 1964, 1967), чемпионка Европы (1956, 1960, 1962, 1964, 1966).
- Лидия Леонтьева — чемпионка мира (1964), чемпионка Европы (1962, 1964).
- Инесса Пивоварова — чемпионка мира (1967), чемпионка Европы (1962).
- Нина Зазнобина — чемпионка Европы (1954).